# Elezioni regionali in Sardegna del 2009
Le elezioni regionali in Sardegna del 2009 si sono tenute il 15 e 16 febbraio 2009. Esse hanno visto la vittoria di Ugo Cappellacci, sostenuto dal centro-destra, che ha sconfitto il presidente uscente Renato Soru, sostenuto dal centro-sinistra.
La consultazione elettorale si è svolta di alcuni mesi di anticipo rispetto alla scadenza naturale della legislatura iniziata nel giugno 2004, in seguito alle dimissioni di Renato Soru causate dalla mancata approvazione integrale della legge urbanistica regionale da parte della maggioranza che lo sosteneva.. Le dimissioni di Soru sono state presentate ufficialmente il 26 novembre 2008, entrando in vigore 30 giorni dopo; dal 26 dicembre, contestualmente allo scioglimento del Consiglio Regionale, il vicepresidente Carlo Mannoni ha assunto le funzioni di Presidente della Regione e ha indetto le elezioni regionali per il 15 e 16 febbraio 2009.

## Risultati
| Candidati                                                       | Candidati                                                       | Voti                                                            | %     | Liste                                | Voti    | %     | Seggi |
| --------------------------------------------------------------- | --------------------------------------------------------------- | --------------------------------------------------------------- | ----- | ------------------------------------ | ------- | ----- | ----- |
|                                                                 | Ugo Cappellacci ✔️ Presidente                                   | 502 084                                                         | 51,89 | Il Popolo della Libertà              | 248 654 | 30,11 | 25    |
| Unione di Centro                                                | Ugo Cappellacci ✔️ Presidente                                   | 502 084                                                         | 51,89 | 75 451                               | 9,14    | 7     |       |
| Riformatori Sardi                                               | Ugo Cappellacci ✔️ Presidente                                   | 502 084                                                         | 51,89 | 56 056                               | 6,79    | 5     |       |
| Partito Sardo d'Azione                                          | Ugo Cappellacci ✔️ Presidente                                   | 502 084                                                         | 51,89 | 35 428                               | 4,29    | 4     |       |
| Sardegna Unita                                                  | Ugo Cappellacci ✔️ Presidente                                   | 502 084                                                         | 51,89 | 28 928                               | 3,50    | 2     |       |
| Insieme per le Autonomie                                        | Ugo Cappellacci ✔️ Presidente                                   | 502 084                                                         | 51,89 | 18 500                               | 2,24    | 1     |       |
| Seggi assegnati alla lista regionale                            | Seggi assegnati alla lista regionale                            | Seggi assegnati alla lista regionale                            | 51,89 | 9                                    |         |       |       |
|                                                                 | Renato Soru                                                     | 415 600                                                         | 42,95 | Partito Democratico                  | 204 223 | 24,73 | 18    |
| Italia dei Valori                                               | Renato Soru                                                     | 415 600                                                         | 42,95 | 41 321                               | 5,00    | 3     |       |
| Partito della Rifondazione Comunista                            | Renato Soru                                                     | 415 600                                                         | 42,95 | 26 454                               | 3,20    | 2     |       |
| Rossomori                                                       | Renato Soru                                                     | 415 600                                                         | 42,95 | 21 034                               | 2,55    | 1     |       |
| Partito dei Comunisti Italiani                                  | Renato Soru                                                     | 415 600                                                         | 42,95 | 15 870                               | 1,92    | 1     |       |
| La Sinistra per la Sardegna                                     | Renato Soru                                                     | 415 600                                                         | 42,95 | 13 508                               | 1,64    | 1     |       |
| Seggio assegnato al candidato presidente classificatosi secondo | Seggio assegnato al candidato presidente classificatosi secondo | Seggio assegnato al candidato presidente classificatosi secondo | 42,95 | 1                                    |         |       |       |
|                                                                 | Gavino Sale                                                     | 29 640                                                          | 3,06  | Indipendèntzia Repùbrica de Sardigna | 17 141  | 2,08  | –     |
|                                                                 | Peppino Balia                                                   | 15 037                                                          | 1,55  | Partito Socialista                   | 19 488  | 2,36  | –     |
|                                                                 | Gianfranco Sollai                                               | 5 316                                                           | 0,55  | Unidade Indipendentista              | 3 695   | 0,45  | –     |
| Totale                                                          | Totale                                                          | 967 677                                                         | 100   |                                      | 825 751 | 100   | 80    |

## Consiglieri eletti
| Lista                                | Circoscrizioni        | Circoscrizioni              | Circoscrizioni       | Circoscrizioni           | Circoscrizioni                   | Circoscrizioni    | Circoscrizioni    | Circoscrizioni         |
| Lista                                | Cagliari              | Sassari                     | Nuoro                | Olbia-Tempio             | Oristano                         | Carbonia-Iglesias | Medio Campidano   | Ogliastra              |
| ------------------------------------ | --------------------- | --------------------------- | -------------------- | ------------------------ | -------------------------------- | ----------------- | ----------------- | ---------------------- |
| Il Popolo della Libertà              | Ignazio Artizzu       | Nicolò Rassu                | Silvestro Ladu       | Matteo Sanna             | Domenico Gallus                  | Giorgio Locci     | Sisinnio Piras    | Angelo Ivano Stocchino |
| Il Popolo della Libertà              | Giorgio La Spisa      | Antonello Peru              | Pietro Pittalis      | Gian Franco Bardanzellu  | Oscar Salvatore Giuseppe Cherchi | Claudia Lombardo  | Paolo Terzo Sanna |                        |
| Il Popolo della Libertà              | Antonio Angelo Liori  | Gian Vittorio Campus        |                      | Vittorio Renato Lai      | Mario Diana                      |                   |                   |                        |
| Il Popolo della Libertà              | Alberto Randazzo      | Salvatore Amadu             |                      |                          |                                  |                   |                   |                        |
| Il Popolo della Libertà              | Mariano Ignazio Contu |                             |                      |                          |                                  |                   |                   |                        |
| Il Popolo della Libertà              | Onorio Petrini        |                             |                      |                          |                                  |                   |                   |                        |
| Il Popolo della Libertà              | Edoardo Tocco         |                             |                      |                          |                                  |                   |                   |                        |
| Il Popolo della Libertà              | Carlo Sanjust         |                             |                      |                          |                                  |                   |                   |                        |
| Partito Democratico                  | Marco Espa            | Mario Bruno                 | Francesca Barracciu  | Pier Luigi Caria         | Gian Valerio Sanna               | Pietro Cocco      | Giuseppe Cuccu    | Francesco Sabatini     |
| Partito Democratico                  | Marco Meloni          | Gavino Manca                | Giuseppe Luigi Cucca |                          | Antonio Solinas                  |                   | Tarcisio Agus     |                        |
| Partito Democratico                  | Antioco Porcu         | Valerio Meloni              |                      |                          |                                  |                   |                   |                        |
| Partito Democratico                  | Cesare Moricon        | Luigi Lotto                 |                      |                          |                                  |                   |                   |                        |
| Partito Democratico                  | Giampaolo Diana       |                             |                      |                          |                                  |                   |                   |                        |
| Unione di Centro                     | Antonio Cappai        | Sergio Milia                | Roberto Capelli      | Andrea Mario Biancareddu | Sergio Obinu                     | Giorgio Oppi      |                   |                        |
| Unione di Centro                     | Felice Contu          |                             |                      |                          |                                  |                   |                   |                        |
| Italia dei Valori                    | Adriano Salis         | Daniele Secondo Cocco       | Giovanni Mariani     |                          |                                  |                   |                   |                        |
| Riformatori Sardi                    | Michele Cossa         | Pietro Fois                 | Francesco Mula       |                          | Attilio Dedoni                   |                   |                   |                        |
| Riformatori Sardi                    | Pierpaolo Vargiu      |                             |                      |                          |                                  |                   |                   |                        |
| Partito Sardo d'Azione               | Christian Solinas     | Efisio Planetta             | Paolo Maninchedda    |                          |                                  | Paolo Luigi Dessì |                   |                        |
| Sardegna Unita                       | Mario Floris          | Massimo Mulas               |                      |                          |                                  |                   |                   |                        |
| Partito della Rifondazione Comunista | Luciano Uras          | Carlo Sechi                 |                      |                          |                                  |                   |                   |                        |
| Rossomori                            | Claudia Zuncheddu     |                             |                      |                          |                                  |                   |                   |                        |
| Insieme per le Autonomie             |                       | Angelo Francesco Cuccureddu |                      |                          |                                  |                   |                   |                        |
| Partito dei Comunisti Italiani       |                       |                             |                      |                          |                                  |                   |                   |                        |
| La Sinistra per la Sardegna          | Massimo Zedda         |                             |                      |                          |                                  |                   |                   |                        |